# Galaxy Science Fiction
«Galaxy Science Fiction» — американский научно-фантастический журнал, выпускавшийся с 1950 по 1980 год.

## История
Журнал был основан итальянской компанией World Editions, которая планировала ворваться на американский рынок. Компания наняла в качестве редактора Горация Леонарда Голда, который быстро сделал Galaxy ведущим научной-фантастическим журналом своего времени, ориентируясь на рассказы социальной направленности вместо технологической.
Голд опубликовал много известных произведений во время своего пребывания на посту редактора, в том числе «Пожарного» Рэя Брэдбери (который послужил основой «451 градусу по Фаренгейту»), «Кукловодов» Роберта Хайнлайна и «Человека без лица» Альфреда Бестера. В 1952 году журнал был приобретён Робертом Гуинном, его типографом. К концу 1950-х годов Фредерик Пол помогал Голду с большинством аспектов подготовки журнала. Когда здоровье Голда ухудшилось, Пол окончательно взял на себя обязанности редактор, что официально произошло в конце 1961 года.
Под редакцией Пола Galaxy продолжил успешную деятельность, регулярно публикуя известных писателей-фантастов, таких как Джек Вэнс, Харлан Эллисон, Роберт Силверберг и Кордвейнер Смит. Тем не менее, Пол никогда не выигрывал премию Хьюго за руководство Galaxy, получив вместо этого Хьюго вместе со своей сестрой за журнал «If». В 1969 году Гуинн продал Galaxy Universal Publishing and Distribution Corporation и Пол ушёл в отставку, его должен был заменить Эджлер Якобсон. Однако под редакцией Якобсона качество журнала ухудшилось. Оно восстановилось до прежнего уровня при Джиме Бейне, который взял на себя управление в середине 1974 года, но когда он ушёл в конце 1977 года, качество снова упало и возникли финансовые проблемы: авторы не получали вовремя гонорар и график публикаций стал нерегулярным. К концу 1970-х журнал был в последний раз продан Винсенту Маккефри, который издал только один выпуск в 1980 году. Краткое возрождение его как полупрофессионального журнала произошло в 1994 году под редакцией сына Голда; было выпущено восемь номеров с перерывом в два месяца между выпусками.

## Редакторы
- Г. Л. Голд (октябрь 1950 — октябрь 1961)
- Фредерик Пол (декабрь 1961 — май 1969 г.)
- Эджлер Якобсон (июль 1969 — май 1974)
- Джим Бейн (июнь 1974 — октябрь 1977)
- Джон Джереми Пирс[англ.] (ноябрь 1977 — март-апрель 1979 г.)
- Хэнк Стайн (июнь-июль 1979 — сентябрь-октябрь 1979)
- Флойд Кемске (лето 1980)

## Значение
На своём пике Galaxy обладал большим влиянием в области научной фантастики. Он считался одним из ведущих журналов НФ почти с самого начала и его влияние не уменьшаться до ухода Пола в 1969 году. Голд принёс «сложные интеллектуальные тонкости» в научно-фантастический журнал, Фредерик Пол потом говорил, что «после появления Galaxy невозможно было продолжать оставаться наивными». Историк НФ Дэвид Кайл соглашается, отметив, что из «всех послевоенных редакторов самым влиятельным, вне всякого сомнения, был Г. Л. Голд». Кайл приходит к мнению, что новое направление Голда неизбежно привело к появлению экспериментальной «Новой волны», определяющему научно-фантастическому литературному движению 1960-х годов.